# عبدالعلی اعتمادمقدم
عبدالعلی اعتماد مقدم (۱۲۶۷ تهران - ۱۳۵۲) سرتیپ ارتش شاهنشاهی بود. 
وی فرزند محمدباقرخان ادیب الملک ملقب به اعتمادالسلطنه بود. پس از تحصیلات ابتدایی و متوسطه وارد مدرسه قزاقخانه شد و پس از تأسیس ژاندارمری دولتی (۱۲۹۰) به آن پیوست. در ۱۳۰۰ به قشون متحدالشکل ملحق شد و به درجه سرهنگی ارتقا یافت. پس از دستگیری شیخ خزعل فرماندار نظامی دزفول شد. سپس دوباره به ژاندارمری بازگشت و ریاست چند ناحیه را عهده‌دار بود. بعد از شهریور ۱۳۲۰ با درجه سرتیپی معاون ژاندارمری، رئیس شهربانی و فرماندار نظامی تهران شد. به سال ۱۳۲۶ بازنشسته شد.